# 33 (getal)
33 is het natuurlijke getal volgend op 32 en voorafgaand aan 34.

## In de wiskunde
- 33 is het grootste natuurlijke getal dat niet uitgedrukt kan worden als een som van verschillende driehoeksgetallen.
- 33 is ook het kleinste oneven repdigit dat geen priemgetal is (tenzij 1-cijferige getallen ook als herhaaldcijfer beschouwd worden).
- 33 is de som van de faculteiten van 1, 2, 3 en 4.

## In natuurwetenschap
33 is
- Het atoomnummer van het scheikundig element arseen (As)
- De temperatuur waarop water kookt, op de schaal van Newton (newton scale)

## Overig
Drieëndertig is ook:
- Bij grammofoonplaten betekent 33 het type plaat voor wat betreft het bij afspelen vereiste toerental van 33⅓. Zij zijn ook bekend als langspeelplaten of lp's. Zie ook: 78 en 45.
- Een significant getal in moderne numerologie, omdat het een van de meestergetallen is samen met 11 en 22.
- In het Spaans, Portugees, Frans, Italiaans en Roemeens vraagt een arts een patiënt wiens longen hij wil beluisteren doorgaans om 33 te zeggen.
- Treinta y Tres, een departement in het oosten van Uruguay.
- Het landnummer voor internationale telefoongesprekken naar Frankrijk.
- Het jaar 33 B.C., het jaar A.D. 33, 1933
- Een normale menselijke ruggengraat heeft 33 wervels.
- De naam van een Belgische rockband, Thirty-Three
- De hoogste graad in de Aloude en Aangenomen Schotse Ritus binnen de Vrijmetselarij.
- Het getal van de KKK. De K is het 11e getal in het alfabet. 11 + 11 + 11 = 33.

## In het Nederlands
Drieëndertig is een hoofdtelwoord.